# Джон Гібсон (хокеїст, 1959)
Джон Вільям Гібсон (англ. John William Gibson; 2 червня 1959, Сент-Кетерінс — 19 січня 2020) — канадський хокеїст, що грав на позиції захисника.

## Ігрова кар'єра
Професійну хокейну кар'єру розпочав 1979 року.
1979 року був обраний на драфті НХЛ під 71-м загальним номером командою «Лос-Анджелес Кінгс».
Протягом професійної клубної ігрової кар'єри, що тривала 9 років, захищав кольори команд «Вінніпег Джетс», «Лос-Анджелес Кінгс», «Торонто Мейпл-Ліфс» та деяких інших команд нижчих північноамериканських ліг.
Загалом провів 48 матчів у НХЛ.